# Курта, Сергей Иванович
Серге́й Ива́нович Ку́рта (укр. Сергій Іванович Курта; 30 июня 1993 года) — украинский футболист, нападающий австрийского клуба «Лайбен».

## Игровая карьера
Воспитанник ужгородского футбола. Во взрослом футболе дебютировал в 2010 году в команде второй украинской лиги «Горняк-Спорт», где сыграл 15 матчей и забил 3 гола. С 2012 по 2014 годы был игроком «Говерлы». Сыграл 5 матчей в юношеской и 51 — в молодёжной команде ужгородцев. Был лучшим бомбардиром ужгородцев в молодёжном чемпионате.
В украинской Премьер-лиге дебютировал 26 мая 2013 года в последнем туре чемпионата 2012/13. В гостевом матче против «Ворсклы» на 70-й минуте Курта заменил Владимира Лысенко.
С 2014 года играет в словацком клубе третьей лиги «Нове-Замки». В сезона 2014/15 забил за эту команду 6 голов в 16 играх.